# Naomi Davenport
Naomi Davenport (ur. 19 czerwca 1997 w Cincinnati) – amerykańska koszykarka, występująca na pozycji rozgrywającej, rzucającej lub niskiej skrzydłowej.
W 2015 została nominowana do udziału w meczu gwiazd amerykańskich szkół średnich. Notowała wtedy średnio w sezonie zasadniczym 17,4 punktu, 8,5 zbiórki i 3,5 asysty w barwach Cougars i doprowadziła ich do finału mistrzostw regionalnych division I. Została też zaliczona do II składu All-Ohio. Przez dwa lata z rzędu wybierano ją najlepszą zawodniczką katolickich szkół średnich w Cincinnati (Girls Greater Catholic League (GCL) Player of the Year - 2014, 2015).
19 listopada 2019 została zawodniczką Energi Toruń.

## Osiągnięcia
Stan na 27 lipca 2020, na podstawie, o ile nie zaznaczono inaczej.

### NJCAA
- Wicemistrzyni NJCAA (2016, 2017)
- Zaliczona do:
  - I składu NJCAA All-American (2016, 2017 przez WBCA)
  - II składu NJCAA All-American (2016)

### NCAA
- Uczestniczka półfinału turnieju Women's National Invitation Tournament (WNIT – 2018)
- Zaliczona do:
  - I składu Big 12 (2019)
  - II składu Big 12 (2018)